# مانع الخامسي
مانع بن سعد الخامسي ( - 24 نوفمبر 2020) دبلوماسي سعودي، شغل منصب سفير السعودية لدى تشيلي منذ 28 يوليو 2020، وحتى 24 نوفمبر 2020.